# Semiothisa novaria
Semiothisa novaria là một loài bướm đêm trong họ Geometridae.